# Perfect Dark (перезапуск)
Perfect Dark — відеогра в жанрі шутера від першої особи, яка розробляється The Initiative та Crystal Dynamics і буде видана Xbox Game Studios для Microsoft Windows та Xbox Series X/S. Вона є перезапуском однойменної серії і першою грою Perfect Dark із часів випуску ремастера у 2010 році. Сюжетна історія відбувається у світі недалекого майбутнього, який поглинули екологічні катастрофи.
У липні 2025 року Microsoft оголосили про закриття The Initiative та припинення розробки гри в межах чергового етапу скорочень персоналу.

## Розробка й випуск
Perfect Dark розробляється The Initiative, що була заснована у 2018 році як частина Xbox Game Studios, дочірньої компанії Microsoft, для створення «AAAA-ігор». Perfect Dark є першим проєктом студії. У 2019 році студія Certain Affinity, відома своєю роботою над серією Halo, приєдналася до команди The Initiative для спільної розробки; Certain Affinity завершила свою участь у проєкті після завершення контракту 2021-го. У вересні було оголошено, що студія Crystal Dynamics долучилася до розробки; близько половини співробітників Crystal Dynamics зайняті розробкою перезапуску.
До команди розробників входять директор із виробництва Браян Вестерґаард, який був старшим виконавчим продюсером God of War (2018), і директор із катсцен Крістіан Кантамесса, який обіймав посаду ігрового дизайнера та сценариста Red Dead Redemption (2010). На початку 2021 року директор із дизайну Дрю Мюррей вирішив повернутися до Insomniac Games, а незабаром після цього до команди приєдналася старша продюсерка Ронда Кокс, яка раніше працювала над серією God of War у Santa Monica Studio. У березні 2022 року було повідомлено, що ігровий директор Данієл Нойбургер залишив The Initiative в лютому, а значна кількість розробників покинула студію протягом останнього року через брак творчої автономії та повільний прогрес розробки. У листопаді віцепрезидент Xbox Game Studios Метт Буті повідомив, що команда Perfect Dark поступово перебудовується і додав, що студія натрапила на труднощі внаслідок пандемії коронавірусної хвороби.
Даррелл Ґаллахер, який очолював Crystal Dynamics і є головою The Initiative, обрав Perfect Dark із кількох варіантів, запропонованих йому Microsoft. Філ Спенсер, керівник Xbox Game Studios, заявив, що плани стосовно створення нового проєкту у всесвіті Perfect Dark виникли ще до приєднання Ґаллахера, тоді як сама гра розглядається як можливість урізноманітнити каталог Xbox. The Initiative назвала проєкт екологічною науковою фантастикою з елементами шпигунського шутера. Крім того, студія заявила, що прагне зробити фізичні дані протагоністки Джоанни Дарк вагомішим чинником, ніж у традиційних шутерах від першої особи. The Initiative спочатку використовувала ігровий рушій Unreal Engine 4, але пізніше перейшла на сучасніший Unreal Engine 5. У червні 2023 року видання IGN повідомило, що проєкт усе ще перебуває на початковій стадії виробництва через низку проблем у минулі роки, зокрема невизначений креативний напрямок, залишення студії співробітниками, технологічні та інші чинники.
Perfect Dark була анонсована 10 грудня 2020 року на церемонії The Game Awards, де було показано кінематографічний трейлер; до цього інформація щодо проєкту з'являлася на початку 2018 року і знову була повідомлена навесні 2020-го. Гра буде випущена для Microsoft Windows та Xbox Series X/S. Вона є консольним ексклюзивом Series X/S і стане доступною в сервісі за підпискою Xbox Game Pass в день випуску.